# Воронцівка (Перекопський район)
Воронці́вка (також Киш-Кара́, крим. Qış Qara) — село Перекопського району Автономної Республіки Крим.
Розташоване на півдні району.
Відстань від райцентру до населеного пункта становить 13 кілометрів по прямій.
За даними сільради, на 2009 рік село займало площу 66,4 га, на якій у 112 дворах проживало 269 осіб.

## Історія
Вперше поселення зустрічається на картах 1836 і 1842 років як хутір графа Воронцова. У «Списку населених місць Таврійської губернії за відомостями 1864 року», складеному за результатами VIII ревізії 1864 року, Кишкара (або Воронцівка) — власницьке село, з 5 дворами та 37 жителями при колодязях.
У 2023 році у проєкті Постанови Верховної Ради України «Про перейменування деяких населених пунктів Автономної Республіки Крим» село запропоновано перейменувати на Міжрічне.